# Save Me
A Save Me a tizedik dal a brit Queen rockegyüttes 1980-as The Game albumáról. A szerzője Brian May gitáros volt, a dalszöveget egy barátjáról írta, „aki egy rossz korszakon ment akkoriban keresztül. Valakiről, akinek a kapcsolata teljesen elcsesződött.” A dalban lassú balladai részek versszakok, és zajos refrén váltják egymást. G-dúrban íródott, és percenként 80-as a ritmusa. 1979 nyarán vették fel a müncheni Musicland Studiosban, May zongorázott a felvételen.
1980. január 25-én kislemezen is megjelent, és a tizenegyedik helyet érte el a slágerlistán. A Record Mirror kritikusa kedvezően írt róla: „még panaszosabb ének, még kétségbeesettebb önmarcangolás.” A The Washington Post szerint, mint ahogy az album összes dalát, ezt is az együttes pénz és sikeréhsége inspirálta: „a szokásos Queen szabványra épül – operai ének (bár ebből kevesebb van), erőteljes rájátszások, és túlzsúfolt hangszerelés.” Az NME szerint „hulladék zene egy hulladék együttestől.”
1979. december 22-én forgatták hozzá a videóklipet az Alexandra Palace-ban. Keith McMillan rendezte, egyrészt élő felvételekből, másrészt animációs betétekből állt össze. 1979 és 1982 között rendszeresen játszották a koncerteken, a színpadon is May zongorázott.

## Hangszerek
- Ének: Freddie Mercury
- Háttérvokál: Freddie Mercury, Roger Taylor, Brian May

Hangszerek:
- Roger Taylor: dob
- John Deacon: basszusgitár
- Brian May: elektromos gitár, zongora, szintetizátor, akusztikus gitár

## Kiadás és helyezések
7" kislemez (EMI 5022, Anglia)
1. Save Me – 3:43
2. Let Me Entertain You (koncertfelvétel) – 2:50

| Év   | Lista                | Helyezés |
| ---- | -------------------- | -------- |
| 1980 | Brit kislemezlista   | 11       |
| 1980 | Belgium Ultratop     | 13       |
| 1980 | Hollandia MegaCharts | 6        |
| 1980 | Ír slágerlista       | 8        |
| 1980 | Német slágerlista    | 42       |
| 1980 | Norvégia VG-lista    | 7        |